# 全民科学素质行动规划纲要
全民科学素质行动规划纲要是2021年7月9日中華人民共和國國務院所發佈的一項規劃，主要内容與科技教育有關，目的是提高中華人民共和國公民的科学素质，树立科学的世界观和方法论，提高国家创新能力。在2016-2020版本中的规划纲要以政府推动、全民参与、提升素质、促进和谐”的工作方针，围绕节约能源资源、保护生态环境、保障安全健康、促进创新创造”的工作主题开展工作 并探索出 “党的领导、政府推动、全民参与、社会协同、开放合作”的建设模式。